# Zbigniew Koźliński
Zbigniew Koźliński, ps. „Gryf” (ur. 1922 w Krasnym Grodnie nad Niemnem, zm. 2016) – żołnierz i kurier Związku Walki Zbrojnej i Armii Krajowej, autor wierszy i piosenek oraz głośnej relacji o zbrodni katyńskiej odnoszącej się do lat 1940–1941.
Relacja Zbigniewa Koźlińskiego o zbrodni katyńskiej została opublikowana po raz pierwszy w 1990 roku w Londynie w kwartalniku „Puls” jako wywiad przeprowadzony przez Jacka Trznadla. 21 kwietnia 1991 roku Zbigniew Koźliński wystąpił w programie telewizyjnym Rewizja nadzwyczajna Dariusza Baliszewskiego. W 1994 roku rozszerzona wersja jego relacji została opublikowana przez Jacka Trznadla w książce Powrót rozstrzelanej armii. W 1997 roku wydał na ten temat własną książkę, zatytułowaną Czas Wernyhory. O jego relacjach pisał obszernie Tadeusz A. Kisielewski w książkach Katyń. Zbrodnia i kłamstwo (2008) i Gibraltar i Katyń: co kryją archiwa rosyjskie i brytyjskie (2009).
Wskazywano, że relacje Zbigniewa Koźlińskiego na temat zbrodni katyńskiej mogą świadczyć o tym, że polskie władze emigracyjne dowiedziały się o niej już kilka tygodni po zamordowaniu polskich jeńców wojennych przez radzieckie NKWD wiosną 1940 roku. Niektórzy historycy i publicyści uznają te relacje za wiarygodne, jednak nie zostały one jak dotąd potwierdzone przez źródła archiwalne (nie są znane teksty oryginalnych meldunków z lat 1940–1941 i brak pewności, czy meldunki te rzeczywiście dotarły do polskich władz).

## Udział w II wojnie światowej
We wrześniu 1939 roku, w okresie kampanii wrześniowej, Zbigniew Koźliński brał udział w obronie przed Sowietami lotniska Karolin koło Grodna. Potem wstąpił do Związku Walki Zbrojnej i był kurierem między strefą sowiecką a niemiecką. Dostarczał meldunki wywiadowi ZWZ w Warszawie, skąd następnie były przekazywane do polskich władz na Zachodzie. Później służył w stopniu kaprala w I Batalionie „Lecha” 77 Pułku Piechoty AK Ziemi Nowogródzkiej. W 1943 roku stracił nogę podczas walk partyzanckich z SS.

## Relacja o Katyniu z 1940 roku
W 1940 roku Zbigniew Koźliński uzyskał od swojego ojca, rotmistrza Edwarda Koźlińskiego, przedrewolucyjnego właściciela Gniezdowa i Iwiszczy leżących koło Katynia, relację na temat zbrodni katyńskiej. Edward Koźliński został aresztowany przez sowieckie NKWD w lutym 1940 roku i umieszczony w więzieniu w Smoleńsku, gdzie oficerowie wywiadu próbowali wyciągnąć od niego informacje na temat białogwardyjskiej kasy pułkowej ze złotem zakopanej w jego dawnym rodzinnym majątku w 1918 roku. Na początku maja dwaj oficerowie NKWD, jeden w stopniu generała, a drugi pułkownika, zabrali Edwarda Koźlińskiego na „wizję lokalną” do Lasu Katyńskiego, by pokazał w terenie miejsce zakopania skarbu. Wtedy przypadkowo wyszli na dużą polanę, gdzie Koźliński zobaczył dwie wielkie zbiorowe mogiły, jedną otwartą, w której znajdowały się ciała w polskich mundurach z widocznymi dystynkcjami oficerskimi. Funkcjonariusze NKWD stwierdzili, że w tym rejonie panuje „epidemia”, po czym zamknęli Koźlińskiego w areszcie na stacji kolejowej w Gniezdowie, skąd uciekł, uwolniony przez przekupioną sprzątaczkę. Po kilku dniach dotarł do Białegostoku, a następnie przekazał informacje o tym, co widział, synowi, Zbigniewowi Koźlińskiemu, który był wtedy kurierem Związku Walki Zbrojnej. Według przypuszczeń niektórych historyków relacja ta mogła zostać przesłana w 1940 roku polskim władzom na Zachodzie (Zbigniew Koźliński nie wiedział, czy tak się stało). Edward Koźliński próbował przedostać się na Zachód, lecz zaginął w drodze.

## Relacja o Katyniu z 1941 roku
Relacja dotycząca 1941 roku opisuje własne doświadczenia Zbigniewa Koźlińskiego. W tym czasie, już po zajęciu Smoleńszczyzny przez Niemców, trzy razy na rozkaz polskiego podziemia udawał się wraz z trzema innymi żołnierzami Związku Walki Zbrojnej na miejsce zbrodni w Katyniu. Pierwsze dwie wyprawy zakończyły się niepowodzeniem, lecz w trakcie trzeciej, pod kryptonimem „Wernyhora”, w grudniu 1941 roku żołnierzom ZWZ udało się dotrzeć na miejsce zbrodni i uzyskać potwierdzające ją dowody w postaci relacji rosyjskich świadków spośród miejscowej ludności. Następnie przekazano o tym meldunek polskim władzom konspiracyjnym.

## Książki i patenty
Książki
- Na drogach swych (zbiór poezji, dedykowany Halinie Ludwikowskiej, sanitariuszce AK), 1985
- Nad Niemnem i nad Lebiodą... Wspomnienia nauczycieli i uczniów – żołnierzy AK Obwodu Szczuczyn Nowogródzki kryptonim „Łąka” (współautor), Wrocław; Warszawa: Światowy Związek Żołnierzy Armii Krajowej Okręgu Nowogródzkiego „Nów”, 1994
- Czas Wernyhory: [polskie losy], Warszawa, Vocatio, 1997, ISBN 83-7146-068-6.
- Europa nieprowincjonalna. Przemiany na ziemiach wschodnich dawnej Rzeczypospolitej (Białoruś, Litwa, Łotwa, Ukraina, wschodnie pogranicze III Rzeczypospolitej Polskiej) w latach 1772–1999 (współautor), Warszawa, Rytm, ISBN 83-87893-58-7.
- Czerwoni z Dobrego Domu (tyt. okł.: Opowieść znad Niemna), Warszawa, Oficyna Wydawnicza ŁośGraf, 2007, ISBN 83-87572-34-9.

Patenty
- Proces inwersji gazów metodą poboru energii kinetycznej z cząsteczek gazów, zachodzący w silnikach kinetycznych ZK
- Wynalazek dotyczy metody eksploatacji energii ruchu molekularnego, zakumulowanej w materii, polegającej na wytwarzaniu inwersji gazów, zwiększającej prężność gazów przy poborze energii kinetycznej z cząsteczek w przemianach strumieniowych, zastosowanych w układach, będących silnikami pracującymi bez udziału ciepła, lecz zużywającymi energię kinetyczną-molekularną[8]